# Museo de Paleontología y Arqueología de Estanzuela
El Museo de Paleontologia y Arqueología de Estanzuela es un museo ubicado en Estanzuela, Zapaca. Está dedicado a la preservación de restos arqueológicos de la región Oriental de Guatemala.

## Historia
La idea con la creación era con la intención de preservar artefactos arqueológicos diferentes en Guatemala después de los descubrimientos arqueológicos por el alemán Karl Theodor Sapper. Uno de las personas quién promovió la idea de la creación del museo era David Vela y el director del Museo de Historia Natural de Ciudad de Guatemala, Jorge Ibarra. En los años 70, Leonel Sisniega Otero, director del Instituto Guatemalteco de Turismo en ese tiempo, pidió a los paleontólogos Roberto Woolfolk y Bryan Patterson que recuperarán piezas arqueológicas. En 1974, el museo abrió por primera vez con la presencia del presidente Carlos Manuel Arana Osorio.  En 2017, el museo fue añadido a Google Street View.

## Colecciones
El museo contiene colecciones arqueológicas así como cerámica, así como fósiles de las regiones orientales de Guatemala. Entre la colección de fósiles es los restos de armadillos, caballos prehistóricos, toxodones, capibaras, perezosos y mastodontes. Los restos de animales son esqueletos que datan de 150,000 años. Se estima que el museo tiene más de 5,000 piezas arqueológicas. El museo tiene exposiciones relacionadas con la formación de los continentes, la aparición de animales de tierra y la formación de animales marinos. Además, el museo tiene las exposiciones relacionadas con la migración y evolución de los animales que habitaron Guatemala. También en el museo tiene anotaciones cortas de los hallazgos de Roberto Woolfolk. El museo también tiene reliquias encontradas en el sitio arqueológico de la tumba de Guaytán. El museo también contiene cerámica, cerámica, collares y platos de la civilización Maya, artefactos encontrados en lacuenca del Río Motagua y la costa del sur de Guatemala.